# Waldemar Pawlak
Waldemar Pawlak, né le 5 septembre 1959 à Model, est un homme d'État polonais, membre du Parti paysan polonais (PSL), qu'il préside entre 1991 et 1997, puis 2005 et 2007.
Il est nommé par deux fois président du Conseil des ministres, la première fois sans obtenir l'investiture parlementaire. De 2007 à 2012, il est vice-président du Conseil des ministres et ministre de l'Économie.

## Biographie

### Formation et vie professionnelle
Vainqueur de la IVe olympiade des connaissances techniques en 1978, il entre à l'école polytechnique de Varsovie, où il participe en à des grèves étudiantes en décembre 1981. Jusqu'à l'obtention de son diplôme, en 1984 à la faculté de génie automobile et de la production, il cumule ses études avec un poste d'enseignant d'informatique dans une école primaire de Pacyna, dans le centre de la Pologne.
À sa sortie de l'université, il prend la direction d'une exploitation agricole à Kamionka, dans la voïvodie de Płock, tout en travaillant chez Agrotechnika. Il échoue quelques années plus tard à obtenir un doctorat dans le domaine des technologies de l'information à l'académie d'économie de Poznań.

### La fin de la Pologne communiste
En 1985, il rejoint le Parti paysan unifié (ZSL), formation fantoche du régime communiste, et est élu quatre ans plus tard député à la Diète, lors des élections négociées entre le Parti ouvrier unifié polonais (PZPR) et les formations d'opposition. L'année suivante, le ZSL se transforme en Parti paysan polonais-Renaissance (PSL-O) et prend son autonomie vis-à-vis du PZPR. Il fusionne en 1990 avec d'autres partis pour assurer la refondation du Parti paysan polonais (PSL), dont Pawlak devient membre, puis président le 29 juin 1991.

### Deux fois président du Conseil des ministres
Le 5 juin 1992, il est nommé président du Conseil des ministres par le président Lech Wałęsa, mais il échoue à former un nouveau gouvernement conservateur et libéral. Après le refus une première fois du président de la République, il finit par démissionner le 10 juillet, après trente-trois jours de négociations, connus sous le nom des « 33 jours de Pawlak » (33 dni Pawlaka). Il est, depuis la chute du communisme, le seul à n'avoir pas pu former un gouvernement.
Lors des élections législatives du 19 septembre 1993, le PSL remporte 132 sièges et devient le deuxième parti du pays, derrière la coalition Alliance de la gauche démocratique (SLD). Après avoir formé avec celle-ci un gouvernement de coalition de 303 députés sur 460, Waldemar Pawlak est de nouveau nommé président du Conseil des ministres par le chef de l'État le 26 octobre. Conformément à un accord entre les deux partenaires de coalition, le gouvernement est renversé le 1er mars 1995 par une motion de censure constructive et il se voit remplacé par le social-démocrate Józef Oleksy.

### Présidentielle de 1995 et passage au second plan
Peu de temps après, il remplace le candidat du PSL à l'élection présidentielle des 5 et 19 novembre, le président de la Diète, Józef Zych, mais termine cinquième du premier tour avec seulement 4,31 % des voix. Deux ans plus tard, son parti subit un revers aux élections législatives du 21 septembre 1997 en obtenant seulement 27 sièges. Il renonce alors à la présidence du PSL, mais continue de siéger comme député, un mandat qu'il conserve aux élections de 2001.

### À partir de 2005, le retour
Désigné président du groupe parlementaire du PSL le 15 juin 2004, il retrouve la direction de la formation le 29 janvier 2005. Le parti recule aux élections législatives du 25 septembre suivant, perdant dix-sept élus, mais il en conserve la présidence. À la suite des législatives anticipées du 21 octobre 2007, au cours desquelles le PSL obtient 31 députés, soit 6 de plus, il forme une coalition gouvernementale avec la Plate-forme civique (PO) et devient, le 16 novembre, vice-président du Conseil des ministres et ministre de l'Économie.
Après l'accident de l'avion présidentiel polonais à Smolensk le 10 avril 2010, il est nommé vice-président du groupe de coordination des activités gouvernementales relatives à la catastrophe par le président du Conseil des ministres, Donald Tusk. Onze jours plus tard, il annonce qu'il sera candidat à l'élection présidentielle anticipée des 20 juin et 4 juillet, sa candidature étant enregistrée le 6 mai. Nommé deux semaines plus tard membre du conseil national de sécurité (NRB) par le président par intérim, Bronisław Komorowski, il se classe une nouvelle fois à la cinquième place du premier tour de la présidentielle, mais cette fois-ci avec seulement 1,75 % des suffrages exprimés.
Remplacé, le 17 novembre 2012, par Janusz Piechociński à la présidence du PSL, il quitte le gouvernement dix jours plus tard.
Il n'est pas réélu lors des élections parlementaires polonaises de 2015.
Il appelle au boycott de l'élection présidentielle polonaise de 2020 dans le contexte de la pandémie de coronavirus,.

### Vie privée
Marié avec Elżbieta Pawlak, il est père de trois enfants et vit à Żyrardów. C'est un féru de nouvelles technologies, notamment des logiciels libres dont il est un ardent promoteur.

## Distinctions
Distinctions étrangères (liste partielle)
- Commandeur de l'ordre de Saint-Charles (2012)[7]
- Grand-Croix de l'ordre du mérite de Lituanie[8]
- Ordre royal norvégien du Mérite[9]
- Ordre du Mérite (Portugal)[10]

## Sources
- (pl) Cet article est partiellement ou en totalité issu de l’article de Wikipédia en polonais intitulé « Waldemar Pawlak » (voir la liste des auteurs).